# 6044 Hammer-Purgstall
A 6044 Hammer-Purgstall (ideiglenes jelöléssel 1991 RW4) a Naprendszer kisbolygóövében található aszteroida. Lutz Schmadel,  Freimut Börngen fedezte fel 1991. szeptember 13-án.